# كيلي هنري
كيلي هنري (بالإنجليزية: Kelly Henry)‏ هي لاعب كرة مضرب أمريكية، ولدت في 18 أبريل 1962 في غلينديل في الولايات المتحدة.

## وصلات خارجية
- كيلي هنري على موقع رابطة محترفات التنس (الإنجليزية)
- كيلي هنري على موقع الاتحاد الدولي لكرة المضرب (الإنجليزية)
- كيلي هنري على موقع خلاصة التنس.كوم (الإنجليزية)